# Inolok

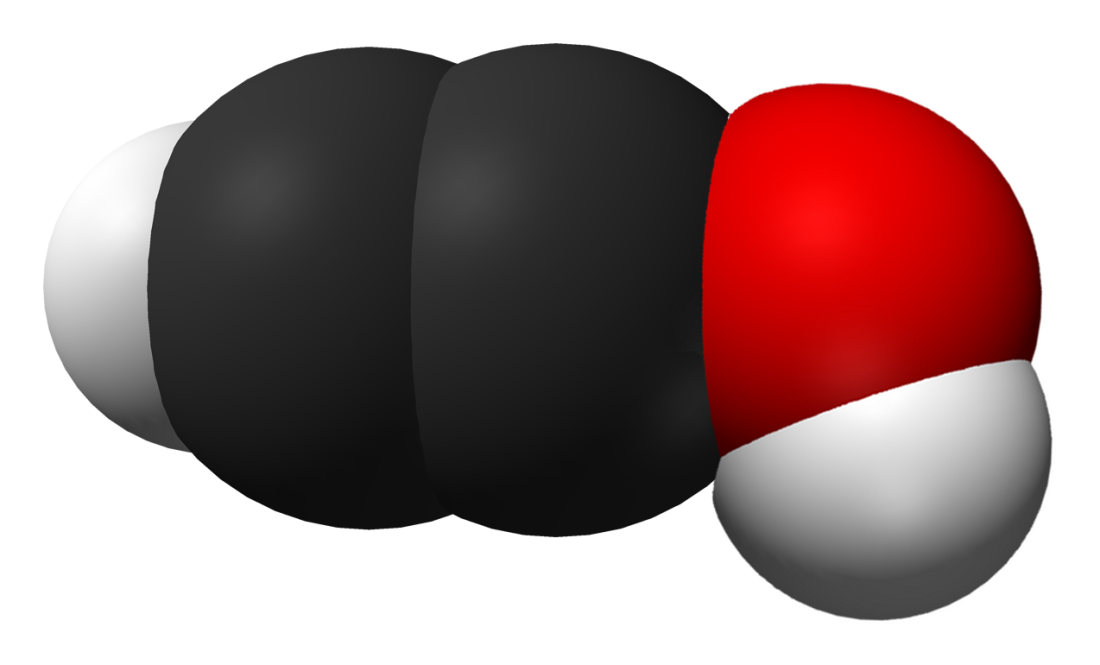
Etinol, a legegyszerűbb inol

Az inolok vagy alkinolok olyan szerves vegyületek, amelyekben a hidroxilcsoport hármas kötésű (alkin) szénatomhoz kapcsolódik. Az inolokból protonleadással keletkező anion az inolát anion. Egyetlen olyan inol létezik, amelyben mindkét hármas kötésű szénatomhoz hidroxilcsoport kapcsolódik, ez az etindiol (acetiléndiol).

## Inolátok

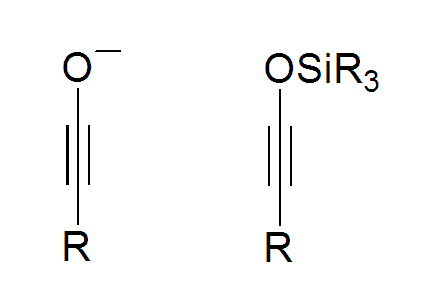
Az inolát anion szerkezete

Az inolát anionban egy egyszeresen negatív töltésű oxigén kapcsolódik egy hármas kötésű (alkin) szénatomhoz. Elsőként 1975-ben állította elő Schöllkopf és Hoppe 3,4-difenilizoxazol n-butillítiumos fragmentációjával.
Szintézisekben ketén prekurzorként viselkednek.

## Inol-ketén tautoméria
Az inolok a ketének tautomerjei. Az inol forma rendszerint instabil, és rövid idő alatt keténné alakul. Ennek oka, hogy az oxigén elektronegatívabb, mint a szén, ezért erősebb kötéseket létesít. Az etinol például gyorsan keténné alakul:
| Inol-ketén tautomerek | Inol-ketén tautomerek |
| --------------------- | --------------------- |
|                       |                       |
| Etinol                | Ketén                 |

## Fordítás
Ez a szócikk részben vagy egészben  a   Ynol című angol Wikipédia-szócikk ezen változatának fordításán alapul.  Az eredeti cikk szerkesztőit annak laptörténete sorolja fel. Ez a jelzés csupán a megfogalmazás eredetét és a szerzői jogokat jelzi, nem szolgál a cikkben szereplő információk forrásmegjelöléseként.